# Abborrträsk
Abborrträsk (umesamiska Gulliesjávrrie) är en småort i Arvidsjaurs kommun, belägen 2 mil sydost om Arvidsjaur vid sjön Västra Abborrträsket vid tvärbanan Jörn-Arvidsjaur.
Abborträsk grundades 1610 och var före 1975 en tätort.

## Befolkningsutveckling
| Befolkningsutvecklingen i Abborrträsk 1950–2015 | Befolkningsutvecklingen i Abborrträsk 1950–2015 | Befolkningsutvecklingen i Abborrträsk 1950–2015 | Befolkningsutvecklingen i Abborrträsk 1950–2015 | Befolkningsutvecklingen i Abborrträsk 1950–2015 |
| --- | ----------------------------------------------- | ----------------------------------------------- | ----------------------------------------------- | ----------------------------------------------- |
| |                                                 |                                                 |                                                 |                                                 |
| År |                                                 |                                                 | Folkmängd                                       | Areal (ha)                                      |
| 1950 | 1950                                            |                                                 | 234                                             | ##                                              |
| 1960 | 1960                                            |                                                 | 226                                             | 119                                             |
| 1965 | 1965                                            |                                                 | 230                                             | 110                                             |
| 1970 | 1970                                            |                                                 | 214                                             | 110                                             |
| 1990 | 1990                                            |                                                 | 162                                             | 38#                                             |
| 1995 | 1995                                            |                                                 | 181                                             | 74#                                             |
| 2000 | 2000                                            |                                                 | 159                                             | 72#                                             |
| 2005 | 2005                                            |                                                 | 143                                             | 72#                                             |
| 2010 | 2010                                            |                                                 | 129                                             | 71#                                             |
| 2015 | 2015                                            |                                                 | 111                                             | 43#                                             |
| Anm.: Upphörde som tätort 1975. Befolkningen 1990 inom det område som småorten omfattade 1995 var 183 personer. ## Som tätort/befolkningsagglomeration 1920–1950. # Som småort. |                                                 |                                                 |                                                 |                                                 |

## Omgivande orter
Nedanstående graf beskriver ett urval orter i omgivningen, inom en radie av 50 kilometer.